# Бавумия, Махамуду
Махамуду Бавумия (англ. Mahamudu Bawumia; род. 10 октября 1963, Тамале, Гана) — ганский государственный и политический деятель, вице-президент Ганы (2017—2025).

## Биография
Махамуду Бавумия учился в начальной школе Сакасака в Тамале и поступил в среднюю школу Тамале в 1975 году. После окончания средней школы Тамале он отправился в Великобританию, где изучал банковское дело и получил диплом Чартерного института банкиров (ACIB). Он был президентом Ганской ассоциации студентов ООН (GUNSA) в 1981 году. В 1987 году он получил диплом с отличием по экономике в Бакингемском университете.
Затем он получил степень магистра экономики в Линкольн-колледже в Оксфорде и докторскую степень бакалавра экономики в Университете Саймона Фрейзера в 1995 году. Его области специализации включают макроэкономику, международную экономику, экономику развития и денежно-кредитную политику. Имеет многочисленные публикации.

## Политическая карьера
Бавумия был выдвинут кандидатом в вице-президенты Нана Акуфо-Аддо на всеобщих выборах 2012 года в марте 2012 года. Новая патриотическая партия получила 10 мест в Северной области, включая Йенди, Валевале, Ягаба-Куборе, Бункпуругу, Бимбилла, Черепони, Кпандай, Татале-Сангули, Толон и Забзугу. Он также выиграл округа Набдам и Таленси в Верхней Восточной области. В целом Нана Акуфо-Аддо и Бавумия проиграли президентские выборы Джону Драмани Махаме.
Нана Акуфо-Аддо назначил Бавумию вице-президентом на всеобщих выборах 2016 года.
4 ноября 2023 года Махамуду Бавумия был избран лидером Новой патриотической партии (НПП) на выборах 2024 года в качестве знаменосца. Махамуду Бавумиа выиграл президентские праймериз Новой патриотической партии (НПП), набрав 61,43 % от общего числа действительных голосов, которые прошли в 276 округах по всей Гане и в штаб-квартире Новой патриотической партии (НПП).
9 июля 2024 года Бавумия представил доктора Мэтью Опоку Премпеха в качестве своего напарника на всеобщих выборах 2024 года. Презентация состоялась в парке Джубили в Кумаси.
8 декабря 2024 года Бавумия признал поражение бывшему президенту Джону Махаме в обращении к СМИ в своей резиденции.